# Pelargonium sidoides
Pelargonium sidoides (DC., 1824) è una pianta appartenente alla famiglia Geraniaceae, originaria di Sudafrica, Lesotho ed eSwatini.
La Royal Horticultural Society l'ha insignita di un Award of Garden Merit.

## Etimologia
Il nome del genere Pelargonium deriva dal greco pelargos, ossia "cicogna", con riferimento ai petali, simili appunto al becco di tali volatili. L'epiteto specifico deriva invece dal nome della genere Sida e dal greco οειδής (oeides, simile a), ad indicare la somiglianza della piante ad altre specie erbacee.

## Descrizione
Pianta perenne di tipo arbustivo in grado di raggiungere i 50 centimetri d'altezza, presenta delle caratteristiche foglie grigio-verde dalla forma a cuore. Con caratteristici fiori scuri, di colore rosso-porpora tendente al nero, crescono quasi tutto l'anno. Le radici tendono a scurirsi col crescere della pianta.

## Distribuzione e habitat
P. sidoides è una specie diffusa nell'Africa meridionale, dove la si può generalmente trovare in zone erbose, dove predilige dei terreno pietrosi.

## Usi
Gli Zulu, gruppo etnico africano, chiamano la pianta "Umckaloabo" che nella loro lingua è il nome con cui i medici chiamano l’estratto ottenuto dalle radici della pianta stessa. "Umckaloabo" è formato dai termini "Umkaluane", ossia “per la cura dei disturbi ai polmoni”, e "Uhlabo" il cui significato è “per il dolore toracico”. L’interesse scientifico verso la pianta di P. sidoides ebbe inizio a fine del ‘900, dopo che lo studioso inglese Charles Henry Steven curò la tubercolosi in Sud Africa seguendo i dettami di uno sciamano zulù, il quale gli consigliò di assumere due volte al giorno il decotto delle radici della pianta.